# Achiote (Colón)
Achiote es un corregimiento del distrito de Chagres en la provincia de Colón, República de Panamá. La localidad tiene 771 habitantes (2010).